# The Rugby Championship 2021
Il Rugby Championship 2021 (in inglese 2021 Rugby Championship) fu la 9ª edizione del torneo annuale di rugby a 15 tra le squadre nazionali di Argentina, Australia, Nuova Zelanda e Sudafrica nonché la 26ª assoluta del torneo annuale internazionale di rugby a 15 dell'Emisfero Sud.
Tornato al riposizionamento classico di calendario dopo i ritardi dell'anno precedente dovuto alla necessità di contrastare la pandemia di COVID-19, si tenne dal 14 agosto al 31 ottobre 2021 e fu vinto per la diciottesima volta dalla Nuova Zelanda.
In tale edizione di torneo vi fu una rivoluzione dal punto di vista degli accordi commerciali di naming in quanto tre nazionali su quattro avevano cambiato sponsor rispetto alla precedente edizione: la federazione argentina stipulò un accordo triennale con il gruppo assicurativo Zurich, quella neozelandese con il gruppo di sicurezza informatica Fortinet mentre quella australiana con il gruppo finanziario eToro.
Il Sudafrica altresì mantenne il suo storico marchio Castle Lager di South African Breweries.
Il valore delle marcature, come stabilito da World Rugby nel 2017, è: 5 punti per ciascuna meta (7 se trasformata), 7 punti per la meta tecnica, 3 punti per la realizzazione di ciascun calcio piazzato, idem per il drop.

## Avvenimenti
Nonostante il lento ritorno alla normalità, i timori di contagio per i troppi spostamenti spinsero il Sudafrica, che l'anno prima era uscito dalla competizione, a offrire ospitalità all'Argentina per entrambi i match tra le due squadre, che i Pumas accettarono.
Poco prima dell'inizio del torneo, inoltre, le sopraggiunte restrizioni ai viaggi in Nuova Zelanda imposero un ulteriore cambio di calendario: i due match contro l'Argentina furono spostati entrambi in Australia.
Le città messe a disposizione da quest'ultimo Paese furono Brisbane, Gold Coast, Perth e Townsville.
Al termine del torneo, l'Argentina non disputò alcun incontro in casa, il Sudafrica e la Nuova Zelanda uno solo sui tre previsti e l'Australia tutti i suoi tre più due degli altri tre che avrebbe dovuto giocare in trasferta.
Il torneo vide il predominio della Nuova Zelanda che, alla penultima gara di un torneo condotto fino a quel momento con quattro vittorie su quatro, si aggiudicò il proprio diciottesimo Championship battendo il Sudafrica, benché senza bonus; platonica fu la rivincita degli Springbok che nella gara di ritorno batterono 31-29 gli All Blacks.

## Risultati

### 1ª giornata
| Arbitro: | Brendon Pickerill |

| |      |                                |
| R. Ioane 4’ B. Retallick 24’ A. Savea 33’ C. Taylor 47’, 62’ S. Reece 54’ Jordan 65’ D. Havili 80+3’ | mt   | 8’, 69’ Kellaway 40’ McDermott |
| Mo’unga 4’, 24’, 33’, 47’, 54’ B. Barrett 65’, 80+3’                                                 | tr   | 40’, 69’ Lolesio               |
| McKenzie 53’                                                                                         | c.p. | 30’ Lolesio                    |

| Arbitro: | Andrew Brace |

|                                     |      |                            |
| Reinach 14’ Fassi 18’ Hendrikse 79’ | mt   |                            |
| E. Jantjies 14’                     | tr   |                            |
| E. Jantjies 3’, 24’, 38’, 48’, 59’  | c.p. | 17’, 36’, 42’, 44’ Sánchez |

### 2ª giornata
| Arbitro: | Karl Dickson |

|               |      |                                 |
| Matera 80+5’  | mt   | 45’ Mapimpi 51’ Marx            |
| Sánchez 80+5’ | tr   | 45’, 51’ Pollard                |
| Miotti 24’    | c.p. | 10’, 17’, 22’, 29’, 32’ Pollard |

| Arbitro: | Damon Murphy |

|                                  |      |                                                                        |
| Fainga’a 49’ White 65’ Banks 78’ | mt   | 16’ J. Barrett 39’, 60’ Havili 54’ Jordan 68’ Lienert-Brown 71’ Bridge |
| Lolesio 49’ Hodge 65’, 78’       | tr   | 16’ B. Barrett                                                         |
|                                  | c.p. | 8’, 14’ B. Barrett                                                     |

### 3ª giornata
| Arbitro: | Luke Pearce |

|                            |      |                                           |
| Mbonambi 27’ Marx 58’, 71’ | mt   | 16’ Kellaway                              |
| Pollard 58’                | tr   | 16’ Cooper                                |
| Pollard 5’, 11’, 45’       | c.p. | 7’, 13’, 32’, 40’, 52’, 62’, 80+1’ Cooper |

| Arbitro: | Nic Berry |

|                                                       |      |  |
| R. Ioane 9’ Reece 36’ Papalii 40+2’ Jacobson 45’, 69’ | mt   |  |
| B. Barrett 9’ J. Barrett 40+2’, 45’, 69’              | tr   |  |
| B. Barrett 33’ J. Barrett 77’                         | c.p. |  |

### 4ª giornata
| Arbitro: | Matthew Carley |

|                                    |      |                            |
| Ikitau 13’, 20’ Koroibete 61’, 67’ | mt   | 41’ Am                     |
| Cooper 20’, 61’                    | tr   |                            |
| Cooper 28’, 50’                    | c.p. | 17’, 26’, 31’, 37’ Pollard |

| Arbitro: | Jaco Peyper |

|                  |      |                                                         |
| Boffelli 52’     | mt   | 5’ Tuipulotu 26’ Perenara 40’, 78’ Vaa’i 46’ Taukei’aho |
| Boffelli 52’     | tr   | 5’, 26’, 40’, 78’ J. Barrett                            |
| Boffelli 8’, 44’ | c.p. | 13’ J. Barrett                                          |

### 5ª giornata
| Arbitro: | Luke Pearce |

|                               |      |                            |
| Jordan 3’                     | mt   | 6’ Nkosi                   |
| J. Barrett 3’                 | tr   |                            |
| J. Barrett 31’, 36’, 61’, 78’ | c.p. | 11’, 14’, 58’, 67’ Pollard |

| Arbitro: | Matthew Carley |

|                                  |      |              |
| Hodge 5’ Kerevi 19’ Kellaway 69’ | mt   | 43’ Montoya  |
| Cooper 5’, 19’ O’Connor 69’      | tr   |              |
| Cooper 32’ O’Connor Cooper 60’   | c.p. | 21’ Boffelli |

### 6ª giornata
| Arbitro: | Matthew Carley |

|                                                   |      |                                  |
| de Allende 5’ Mapimpi 51’                         | mt   | 12’ Reece 27’ A. Savea 32’ Weber |
|                                                   | tr   | 27’ J. Barrett                   |
| Pollard 11’, 23’, 40’, 44’ E. Jantjies 57’, 80+2’ | c.p. | 8’, 66’, 75’, 78’ J. Barrett     |
| E. Jantjies 76’                                   | drop |                                  |

| Arbitro: | Jaco Peyper |

|                   |      |                                                |
| Gallo 62’, 71’    | mt   | 26’ Fainga’a 33’, 53’, 57’ Kellaway 42’ Kerevi |
| Boffelli 62’, 71’ | tr   | 33’, 53’ Cooper                                |
| Boffelli 40+2’    | c.p. | 10’ Cooper                                     |

## Classifica
| Pos | Squadra       | G | V | N | P | PF  | PS  | DP   | BMP | Pt |
| --- | ------------- | - | - | - | - | --- | --- | ---- | --- | -- |
| 1   | Nuova Zelanda | 6 | 5 | 0 | 1 | 218 | 104 | +114 | 5   | 25 |
| 2   | Australia     | 6 | 4 | 0 | 2 | 160 | 163 | −3   | 2   | 18 |
| 3   | Sudafrica     | 6 | 3 | 0 | 3 | 152 | 128 | +24  | 3   | 15 |
| 4   | Argentina     | 6 | 0 | 0 | 6 | 60  | 195 | −135 | 0   | 0  |